# تانجمت
تانجمت (انگلیسی: Tanedjemet) که با نام‌های تانجمیت و تانجمی هم شناخته می‌شود، دختر پادشاه، همسر پادشاه و معشوقه مصر علیا و سفلی است در پادشاهی نوین مصر است که تنها از نوشته‌های مقبرهٔ خود در دره ملکه‌ها شناخته شد. در حالی که هویت و ارتباطات او توسط هیچ منبع باقی‌مانده دیگری مشخص نشده است، شواهد ضمنی و فرعی به گونه‌ای تفسیر شده است که نشان می‌دهد او تقریباً به‌طور قطع همسر ستی یکم و احتمالاً دختر حورمحب بوده است.

## شواهد و شناسایی مومیایی
مقبره ملکه تانجمت در دره ملکه‌ها توسط کارل ریچارد لپسیوس در سال ۱۸۴۴ مورد بررسی و مطالعه قرار گرفت و در اثر او با عنوان «بناهای تاریخی مصر و اتیوپی» مستند شد. کارل ریچارد لپسیوس نام ملکه را به اشتباه به صورت «تجهمی» (tʒḥmy) خواند و عنوان «همسر پادشاه» او را نادیده گرفت و فقط او را به عنوان «دختر پادشاه» و «خانم مصر علیا و سفلی» ثبت کرد. او حدس زد که او شاهدختی از دودمان بیستم مصر باشد و آن را بدین گونه در کتاب پادشاهان خود فهرست نمود. خوانش نام توسط آنری گوتیه هفت دهه بعد اصلاح شد. خوانش جدید نام به رابرت هَری و الیزابت توماس این احتمال را داد که این فرد کسی جز موت‌نجمت همسر حورمحب نباشد. این پیشنهاد کمی بعد کنار گذاشته شد.
شناسایی تانجمت به عنوان شاهدختی از دودمان بیستم مصر برای چندین دهه پس از انتشار کتاب گوتیه ادامه داشت. اما کاوش‌های دره ملکه‌ها توسط یک مأموریت مشترک از مرکز ملی تحقیقات علمی (CNRS) و مرکز مطالعات و اسناد مصر باستان (CEDAE) تحت هدایت کریستیان دِروش-نوبلکور در دهه ۱۹۷۰ منجر به کشفیات بیشتری شد که اشتباهات و کمبودهای قبلی را اصلاح کرد. این کشفیات شامل یافتن عنوان اضافی «همسر پادشاه» (اما نه «همسر بزرگ پادشاه») و قرارگیری قطعی تانجمت در دودمان نوزدهم مصر بود که در چندین مقاله به ویژه توسط کریستیان لبلانک، برجسته شد.
اطلاعات جدید منجر به گمانه‌زنی‌هایی شد مبنی بر اینکه تانجمت دختر-همسر رامسس دوم بوده است یا همسر ستی یکم. بر اساس مدارک و شواهد مقایسه‌ای که توسط عناوین اثبات‌شده و اثبات‌نشده تانجمت (دختر پادشاه و همسر پادشاه اما نه خواهر پادشاه یا همسر بزرگ پادشاه)، قرارگیری و طرح مقبره‌های سلطنتی همسران ستی یکم و رامسس دوم (نوع اول برای اولی و نوع دوم برای دومی)، و شواهد تاریخی ارائه شده، ایان مِلودجوف با لوبلان موافق بود که تانجمت همسر ستی یکم بوده و احتمالاً در دوران سلطنت او دفن شده است. با توجه به نامزدهای مختلفی که برای شناسایی پدر سلطنتی او وجود داشت، او همچنین نتیجه‌گیری کرد که شواهد موجود بیشترین تطابق را با حورمحب به عنوان پدر تانجمت دارند و احتمالاً او خواهر یا دختر ستی یکم نبوده است. اگر این برداشت صحیح باشد، این موضوع ارتباط زناشویی بین خانواده‌های سلطنتی دودمان هجدهم مصر و دودمان نوزدهم مصر را که تاکنون ثبت نشده بود، نشان می‌دهد.
از آنجا که نام، عناوین، نمای سنتی و مقبره تانجمت تنها شواهد ملموس از زندگی او را تشکیل می‌دهند، هیچ اطلاعات دیگری از زندگی‌نامه او در دسترس نیست.

## مقبره QV33
مقبره QV33 در دره ملکه‌ها توسط کارل ریچارد لپسیوس توصیف شد که در سال ۱۸۴۴ وارد آن شد و به مطالعه آن پرداخت. به این مقبره، «گور ۱۴» هم گفته می‌شود و در ضلع جنوبی وادی اصلی دره ملکه‌ها در میان خوشه‌ای از مقبره‌های «نوع اول» به سفارش ستی یکم قرار دارد. در کتیبه‌های داخل مقبره، ملکه تانجمت دختر پادشاه، همسر پادشاه و معشوقه مصر علیا و سفلی نامیده شده است. او با کلاه کرکس که معمولاً در این دوره با ملکه‌ها مربوط بود، به تصویر کشیده شده است. مقبره در وضعیت نامناسبی قرار دارد و از تزئینات اولیه چیزی باقی نمانده است.
این مقبره احتمالاً در اواخردودمان بیستم مصر مورد سرقت قرار گرفت و در طول دودمان بیست و ششم مصر مورد استفاده مجدد قرار گرفت. مقدار زیادی شیشه‌کاری و سایر مواد مربوط به این دوره در این مکان یافت شد. در دوران امپراتوری روم تعداد زیادی مومیایی در این مقبره دفن شدند. گمان می‌رود این تدفین‌ها مربوط به قرن دوم و سوم پس از میلاد باشد.